# Labilność emocjonalna
Labilność emocjonalna w psychologii  oznacza chwiejność emocjonalną, łatwe przechodzenie do stanów skrajnych emocjonalnie, szybkie i częste zmiany emocji. Osoba przejawiająca labilność emocjonalną reaguje nieadekwatnie na bodźce. Bardzo często u tego typu osoby występują stany lękowe, drażliwość, a także nagłe wybuchy gniewu lub płaczu. 
Ludzie o tego typu zaburzeniach psychicznych, często nazywani są neurotykami, mają problemy z utrzymaniem kontroli nad swoimi popędami oraz gorzej radzą sobie ze stresem.
Chwiejność emocjonalna występuje również w zaburzeniach organicznych.